# Puerto Lobos
Puerto Lobos es una localidad despoblada del departamento Biedma, en el extremo noreste de la provincia del Chubut, nordeste de la Patagonia argentina, sobre el golfo San Matías del mar Argentino en el océano Atlántico. Se encuentra localizada justo al sur de la desembocadura del arroyo Sjenka, y del límite interprovincial entre Chubut y la provincia de Río Negro.

## Historia
Puerto Lobos mantuvo actividad inicial desde los primeros años de la década de 1910. Posteriormente,  fue fundada oficialmente en 1916. Fue una localidad próspera, pues por allí circulaba el transporte terrestre hacia las localidades de la Patagonia costera. Para el descanso de los viajeros, contaba con el «Hotel Puerto Lobos», construido en chapa y madera, el cual sufrió un incendio pero fue reinaugurado. Poseía también juzgado de paz, comisaría, estación del Automóvil Club Argentino, escuela, correo y un cementerio. Este último se halla alejado en dirección noreste y antes de llegar al océano, en medio de una vegetación achaparrada, están sus restos que se encuentran en total estado deplorable por la crudeza del clima que lo azota; además de no poseer protección alguna.
Todo el año tenía movimiento pues los ómnibus se detenían allí, al ser el único parador en la ruta que unía San Antonio Oeste con Puerto Madryn. También, por el mar arribaban a su muelle de madera barcazas para transportar hacia San Antonio Oeste los fardos de lana que generaban las estancias ovejeras de una amplia región. Por allí pasaba cada año los grandes premios de Turismo Carretera. Alcanzó su máximo esplendor en las décadas de 1940 y 1950. Sus atractivos naturales le otorgaban una cualidad extra cuando el turismo patagónico - costero se incrementase.  
El papel crucial que tenía el poblado para los viajeros se confirma con la visita de los diputados que fueron la investigar el contrabando de autos con beneficios impositivos al sur del paralelo 42 que eran enviados al norte del país mediante sobornos en Arroyo Verde.
Sin embargo, el que se decidiera pavimentar la Ruta Nacional 3 no por el trazado costero sino por uno que corriese 20 km hacia el interior, significó la muerte para la localidad. En el año 1958 se inició la nueva ruta pavimentada que alejó para siempre de Puerto Lobos al movimiento vehicular definitivamente en 1959. Esto fue un golpe mortal para la localidad que a los pocos años, el pueblo perdió sus 40 habitantes. Sin embargo, su viejo hotel resistió un tiempo más para finalmente quedar abandonado.Antes de abandonar el hotel del pueblo sus dueños intentaron el desesperado último intento de salvar el negocio construyendo el parador El Empalme a 20 kilómetros de la ubicación del poblado en la intersección de la nueva traza de la ruta Nacional 3 y la ruta Provincial 60 de acceso al pueblo. Aunque en un principio aspiraba ser un gran hotel terminó siendo un parador para abastecer a viajeros y camioneros con comidas caseras. En el parador no hay señal telefónica, internet, ni agua potable. La napa es salobre y la poca agua buena llega en bidones desde Sierra Grande, la electricidad es por generador y el gas se abastece por garrafones. Hoy es el último lugar que conserva 3 habitantes y el único lugar que guarda vestigios de la memoria de lo que fue Puerto Lobos.
El último suspiro de vida de Puerto Lobos lo tuvo la última opción para alojarse, que fue su camping. No obstante, desde 2013 está en estado de abandono. A pesar de esto el lugar abandonado es usado para camping agreste, debido a que no existe ni agua potable ni servicio alguno.
La localidad actualmente permanece deshabitada. Los vestigios más destacados que marcan que el lugar fue un pueblo son edificaciones supervivientes es el hotel parador en ruinas, utilizado a veces como refugio de pescadores que frecuentan la localidad; mientras que aun es visible su cementerio que está totalmente vandalizado sin señales y hasta con tumbas profanadas.
A pesar de estar totalmente despoblada la localidad las visitas siguen siendo constante por su vasta playa y sus riquezas naturales. En 2023 campistas, que estaban en inmediaciones de lo que fue el pueblo, realizaron un asado que se terminó causando un gran incendio. Las llamas  arrasaron con alrededor de 10.000 hectáreas pobladas por coirones, que junto al viento y su composición química destruyeron la vegetación que rodea al pueblo. El fuego inició en inmediaciones de la estancia La Colmena y se propagó por 2 días. La magnitud del siniestro hizo trabajar en el lugar la Brigada de Intervención de la SsPCGR que arribó desde la cordillera, Bomberos Voluntarios de Puerto Madryn, Rawson, Gaiman y Dolavon, máquinas de Vialidad Provincial y la empresa Aluar.

## Infraestructura
En los años 1930 Puerto Lobos llegó a tener: 
- Juzgado de paz
- Comisaría
- Escuela pública
- Almacén
- Hotel
- Camping
- Oficina de correos y telégrafo

## Disputa limítrofe interprovincial
Esta localidad fue el centro de una disputa limítrofe entre la provincia del Chubut y la provincia de Río Negro. La razón de la disputa fue que el caserío estaba sobre el paralelo 42, allí comenzaba la zona libre de impuestos.
El exlegislador rionegrino por la Alianza Rubén Dalto, y luego integrante de una comisión de límites del Poder Ejecutivo de Río Negro, presentó una queja oficial en agosto de 2000.
El límite interprovincial entre Río Negro y Chubut se estableció mediante la ley 1532, el 1 de octubre de 1884. La misma fue ratificada en el año 1892, estableciéndose como línea limítrofe el Paralelo 42 Sur desde el litoral del mar Argentino hasta el límite internacional con Chile.
Si bien en la letra se señala que la frontera será una línea recta bajo el Paralelo 42 Sur, dicha línea recta en realidad se quiebra en numerosos fragmentos que pasan el paralelo, algunas estancias —chubutenses— lo hacen hacia el norte del mismo y otras estancias —rionegrinas— lo hacen hacia el sur de dicha línea geodésica. Ese es el límite oficial señalado por las direcciones de catastro e información territorial de ambas provincias. Esto se debe a que las primeras mediciones se hicieron para delimitar las estancias patagónicas, y los límites interprovinciales se establecieron partiendo de esas mediciones. Igualmente, entre el trazado del Paralelo 42 Sur y los «avances» de las estancias, a uno y otro lado, la diferencia no alcanza los 1000 metros.

## Acceso y biodiversidad
Se accede a Puerto Lobos desde la ruta nacional 3 (asfaltada), tomando hacia el este por la ruta provincial 60 (exRN 19), con carpeta de ripio, por la que se transita durante 20 km hasta llegar a la localidad. Desde la misma nace la ruta provincial 1 —es el km 0 de la misma—, también de ripio, la que discurre hacia el sur costeando el litoral marítimo primero, y luego la base de la península Valdés.
El lugar es frecuentado por pescadores que lo ven como lugar favorito por sus aguas llenas de peces así como también por los pulpos, vieiras y mejillones que se pueden recolectar entre las rocas descubiertas por la bajamar. También recibe visitas de campamentistas atraídos por sus paisajes y su fauna marina, entre las que destacan las aves marinas, ballenas francas australes, y lobos marinos. 
Su belleza natural le otorga inmensas playas de canto rodado que le dan un toque distintivo. Desde su costa y por estar sobre una bahía de aguas profundas, suelen realizase avistajes de ballenas y lobos marinos que nadan a muy corta distancia de la playa. Por todo esto Puerto Lobos ha sido declarado Reserva Provincial y últimamente comenta un proyecto para reactivar el viejo camino costero.